# Zhejiang
Zhejiang (kin: 浙江, pinyin: Zhèjiāng; transliteracija: Džeđang), raniije poznata kao Chekiang, je primorska pokrajina na istoku Narodne Republike Kine. Površina pokrajine iznosi 101.800 četvornih kilometara, gdje je 2004. god. živjelo 54 milijuna ljudi. Glavni grad je Hangzhou.
Pokrajina je dobila ime po starom imenu za rijeku Qiantang, što je značilo Kriva rijeka.

## Zemljopis
Zhejiang na sjeveru graniči s kineskom pokrajinom Jiangsu i općinom Šangaj, te s pokrajinama Anhui na sjeverozapadu i Jiangxi na zapadu, te Fujian na jugu; dok se preko Istočnokineskog mora nalazi japansko otočje Ryū Kyū. U pokrajini Zhejiang postoji preko 3.000 manjih otoka s preko 500 metara2. Dužina obale iznosi 6.486 km i duža je od obale svih ostalih kineskih pokrajina.
Zhejiang je brdsko-planinska pokrajina, osobito na jugu i zapadu. Ravnice zauzimaju 23,2% površine, brda i planine 70,4%, dok su 6,4% površine rijeka i jezera.

### Klima
Klima u Zhejiangu je topla i vlažna. Temperature u siječnju su između 2 i 8 °C, srpanjske su između 27 i 30 °C. Godišnji prosjek je između 15 i 19 °C. Tajfuni su karakteristični za ljeta i jeseni.

## Povijest
U brončanom dobu ovo područje je bilo naseljeno narodima Yue koji su živjeli izvan kruga kineske kulture Shang. U povijesnom razdoblju Proljeća i Jeseni u sjevernom Zhejiangu nastalo je kraljevstvo Yue, koje je bilo pod snažnim utjecajem Kineza sa sjevera. Kralj Goujian od Yuea (496. pr. Kr. - 465. pr. Kr.) je uspio ojačati Yue i osvojiti kraljevstvo Wu na sjeveru 473. pr. Kr. No, Yue je osvojilo zapadno kraljevstvo Chu 333. pr. Kr., samo da bi ih sve osvojila dinastija Qin 221. pr. Kr., čime je nastalo Kinesko Carstvo.
Tijekom dinastija Qin (221. pr. Kr. - 206. pr. Kr.) i Han (206. pr. Kr.-220.) Zhejiang je bio na rubu Carstva i na njegovom jugu su Yue održali svoju političku i društvenu organizaciju. Pred kraj dinastije Han, ratne gospodare Zhejianga (Yan Baihu i Wang Lang) pobijedili su Sun Ce i Sun Quan koji su osnovali kraljevstvo Istočni Wu (222. – 280.), jedno od razdoblja Tri kraljevstva Kine.
Tijekom razdoblja „Šesnaest kraljevstava” i „Južne i Sjeverne dinastije”, zbog napada naroda sa sjevera, brojni Han Kinezi su sa sjevera prebjegli na jug, a time i Zhejiang, čime je započela sinizacija južne Kine. U to vrijeme je Hangzhou, do 589. god. poznat kao Qiantang, uz Jiankang (današnji Nanjing) i Chengdu, bio jedan od najvećih kineskih gradova.
Dinastija Sui je ujedinila Carstvo i proširila je Veliki kanal koji je spajao Hangzhou i Peking, a tijekom dinastije Tang (618. – 907.) Zhejiang je doživio gospodarski procvat. Po propasti dinastije Tang, Zhejiang je tvorio većinu novog kraljevstva Wuyue (907. – 978.).
Nakon što je dinastija Sung (960. – 1279.) ponovno ujedinila Kinu 960. god., južna Kina je u razvoju prestigla sjevernu, osobito nakon što su Džurdži poharali sjever Kine 1127. god. Hangzhou, slavan po svom razvoju i ljepoti, je tada postao prijestolnicom Južne dinastije Sung, a vjerojatno i najveći grad na svijetu. Od tada su Zhejiang i susjedna pokrajina Jiangsu postali sinonimi luksuza i bogatstva. Distrikt Longquan je postao osobito cijenjen po svojoj jedinstvenoj keramici gustog zelenkastog sjaja. Čak i kad je dinastija Yuan uspostavila mongolsku vlast u carstvu 1279. god., Hangzhou se nastavio razvijati. Marko Polo ga je zvao Kinsay i opisao ga je kao „najljepši i najplemenitiji grad na svijetu”.
Dinastija Ming je istjerala Mongole 1368. god. i osnovala je pokrajinu Zhejiang, čije se granice gotovo nisu mijenjale od tada. Od tada, sve tijekom dinastije Qing, luke Zhejianga su bile glavna središta međunarodne trgovine Kine.
Opijumski ratovi su vođeni i u Zhejiangu, te je britanska mornarica pobijedilila kinesku kod Ningboa i Dinghaija. Sporazum u Nanjingu iz 1843. god. je uvjetovao da se luka Ningbo pozpuno otvori stranim trgovcima. Taipinški ustanak je doveo gotovo cijeli Zhejiang od kontrolu ustanika, koji su povratili carski vojnici uz veliki gubitak života.
Tijekom Drugog kinesko-japanskog rata (1937. – 45.) Zhejiang je gotovo cijeli došao pod vlast Japanaca. Japanci su 1942. god. pokrenuli veliku vojnu operaciju na pokrajine Zhejiang i Jiangxi protiv lokalnog stanovništva koje je potpomagalo američkim zrakoplovcima nakon napada na Tokyo. U potrazi za američkim pilotima, Japanci su ubili oko 250.000 civila.
God. 1949., NR Kina je ustanovila svoju vlast na kopnu Zhejianga, ali je Republika Kina sa sjedištem na Tajvanu sve do 1955. god. kontrolirala otočje Dachen nadomak obale. Kineska kulturna revolucija (1966. – 76.) je u Zhejinagu dovela do gospodarskog opadanja, zamjenu industrije poljoprivredom i propadanja luka Ningbo i Wenzhou.
Zhejinag je ipak ostao jedno od središta kapitalističkog razvoja, tržišne ekonomije i privatnih obrta. No, iako se sjeveroistočni Zhejiang zahvajujući delti Jangcea iznimno industrijski razvio, planinski južni Zhejiang je ostao poljoprivredno i nerazvijeno područje. Gospodarska reforma koju je proveo Deng Šaoping dovela je do neusporedivog razvoja južnog Zhejinga, pri čemu su luke Wenzhou i Yiwu postale jedne od vodećih izvoznih luka Kine. Naposljetku je Zhejiang postao jedna od najbogatijih kineskih pokrajina.

## Znamenitosti
Zapadno jezero (kineski: 西湖; pinyin: Xī Hú) je slavno slatkovodno jezero koje se nalazi u središtu povijesnog grada Hangzhoua, koje je slavno, ne samo po slikovitom krajoliku nego i vezama s mnogim učenjacima, nacionalnim herojima i mučenicima revolucije; dakle sa svim aspektima kineske kulture. Nadalje, mnoge stare građevine, špilje i urezane stele značajne umjetničke vrijednosti, koje se nalaze u njegovom krajoliku, čine ga jednim od najvrjednijih nacionalnih blaga Kine. God. 2011., Zapadno jezero je upisano na UNESCO-ov popis mjesta svjetske baštine u Aziji jer je „idealiziran spoj prirode i ljudskog djelovanja” koji je „stoljećima utjecao na razvoj vrtne arhitekture u ostatku Kine, Koreji i Japanu”.
Još jedna UNESCO-ova svjetska baština Zhejianga je planina Jianglang (芙蓉洞, Jianglangshan), koja je jedan od primjera jedinstvenih kineskih danxia reljefa. Tri njezina vrha tvore vijugavi uzorak, poput rijeke: Lang Feng, Ya-feng, i Feng. Vrh Lang ima visinu od 816,8 m.

## Upravna podjela
Zhejiang je podijeljen na 11 gradskih prefektura:
| Zemljovid                  | #        | Naziv                | Upravno sjedište    | Kinesko pismo Pinyin | Stanovništvo (2010.) |
| -------------------------- | -------- | -------------------- | ------------------- | -------------------- | -------------------- |
|                            |          |                      |                     |                      |                      |
| — Podpokrajinski gradovi — |          |                      |                     |                      |                      |
| 1.                         | Hangzhou | Gongshu (distrikt)   | 杭州市 Hángzhōu Shì | 8.700.400            |                      |
| 2.                         | Ningbo   | Haishu (distrikt)    | 宁波市 Níngbō Shì   | 7.605.700            |                      |
| — Prefecture-level city —  |          |                      |                     |                      |                      |
| 3.                         | Huzhou   | Wuxing (distrikt)    | 湖州市 Húzhōu Shì   | 2.893.500            |                      |
| 4.                         | Jiaxing  | Nanhu (distrikt)     | 嘉兴市 Jiāxīng Shì  | 4.501.700            |                      |
| 5.                         | Jinhua   | Wucheng (distrikt)   | 金华市 Jīnhuá Shì   | 5.361.600            |                      |
| 6.                         | Lishui   | Liandu (distrikt)    | 丽水市 Líshuǐ Shì   | 2.117.000            |                      |
| 7.                         | Quzhou   | Kecheng (distrikt)   | 衢州市 Qúzhōu Shì   | 2.122.700            |                      |
| 8.                         | Shaoxing | Yuecheng (distrikt)  | 绍兴市 Shàoxīng Shì | 4.912.200            |                      |
| 9.                         | Taizhou  | Jiaojiang (distrikt) | 台州市 Tāizhōu Shì  | 5.968.800            |                      |
| 10.                        | Wenzhou  | Lucheng (distrikt)   | 温州市 Wēnzhōu Shì  | 9.122.100            |                      |
| 11.                        | Zhoushan | Dinghai (distrikt)   | 舟山市 Zhōushān Shì | 1.121.300            |                      |

Prefekture su podijeljene na 90 okružnih jedinica, od kojih je 32 distrikta, 22 okružnih gradova, 35 okruga i jedan autonomni okrug. Oni se nadalje dijele na 1.570 općina, i to 761 gradova, 505 naselja, 14 etničkih naselja i 290 poddistrikta.

## Gospodarstvo
Zhejiang je poznat kao „Zemlja ribe i riže”. Ravnica na sjeveru pokrajine je središte poljoprivredne proizvodnje i najveće proizvodnje svile u Kini. Područje oko grada Zhoushana je najvažnije područje za ribarstvo u zemlji. Glavni poljoprivredni proizvodi su: riža, kukuruz, batat, pamuk i šećerna trska.
Gospodarstvo se bazira na elektromehaničkoj industriji, tekstilu, brodogradnji, kemijskoj, prehrambenoj i građevinskoj industriji. U osnovi gospodarstva su mala poduzeća za jeftinu proizvodnju. Neto zarada po glavi stanovnika u urbanim područjima je 2008. god. iznosila 3.272 američkih dolara, uz stopu rasta od 5,4% godišnje. Prosječne zarade po glavi stanovnika u ruralnim područjima bile su 1.333 dolara, uz stopu rasta od 6,2% godišnje. BNP provincije je iste godine bio 309 milijardi dolara, što daje 6.078 dolara po glavi stanovnika. Po tome je Zhejiang prva među kineskim pokrajinama.

## Vanjske poveznice
- Službene stranice pokrajine Zhejiang (kin.)